# Trélou-sur-Marne
Trélou-sur-Marne est une commune française située dans le département de l'Aisne, en région Hauts-de-France.
Trélou, qui se trouve à la limite sud du vignoble champenois sur le bord de la Marne, comporte une importante surface plantée en vigne.

## Géographie

### Description
Trélou-sur-Marne est un bourg situé sur la rive nord de la Marne, dans le département de l'Aisne, mais dont le lit de la rivière constitue la limite avec le département éponyme. Il se trouve à 16 km à vol d'oiseau de Château-Thierry, 39 km au sud-est de Soissons, 54 km au sud de Laon, 37 km au sud-ouest de Reims, 26 km à l'ouest d'Épernay, 40 km au nord de Sézanne et 62 km au nord-est de Provins.
Le sentier de grande randonnée GR 15, confondu avec le sentier de grande randonnée de pays GRP du Tour de l'Omois, ainsi que sa variante, passe dans le village et le long de la Marne.
La station de chemin de fer la plus proche est la gare de Dormans, située sur l'autre rive de la Marne, et desservie par des trains régionaux effectuant des relations entre Paris-Est et Châlons-en-Champagne, Saint-Dizier, Bar-le-Duc ou Strasbourg-Ville, mais également entre Château-Thierry et Reims.

### Communes limitrophes
Les communes limitrophes sont Barzy-sur-Marne, Le Charmel, Courmont, Passy-sur-Marne, Ronchères, Champvoisy, Courthiézy, Dormans et Vincelles.
| Le Charmel            | Courmont         | Champvoisy Marne |
| Barzy-sur-Marne       | Trélou-sur-marne | Vincelles Marne  |
| Passy-sur-Marne Marne | Courthiézy Marne | Dormans Marne    |

### Paysages
La commune, située dans la vallée de la Marne, est entourée par trois coteaux viticoles, la Côte des Grèves, Côte de Chassins et Côte du Saule Prêtre.

### Hydrographie
La commune est située dans le bassin Seine-Normandie. Elle est drainée par la Marne, le ru de la Belle Aulne, le fossé 01 de la commune de Trelou-sur-Marne, le fossé 01 de Voucy, le fossé 01 des Pentes et le ru de Chavenay,,.
La Marne  prend sa source sur le plateau de Langres, dans la commune de Saints-Geosmes (Haute-Marne) et se jette dans la Seine entre Charenton-le-Pont et Alfortville (Val-de-Marne) dans le quartier de Conflans-l'Archevêque.

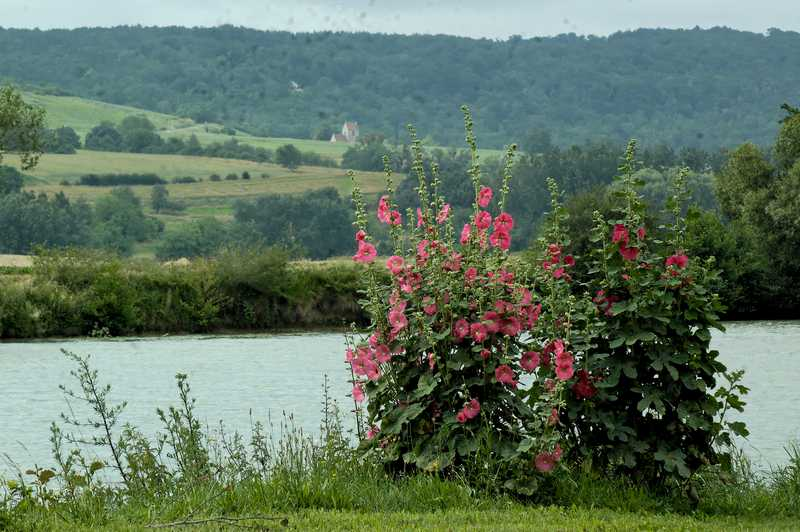
Les bords de Marne.
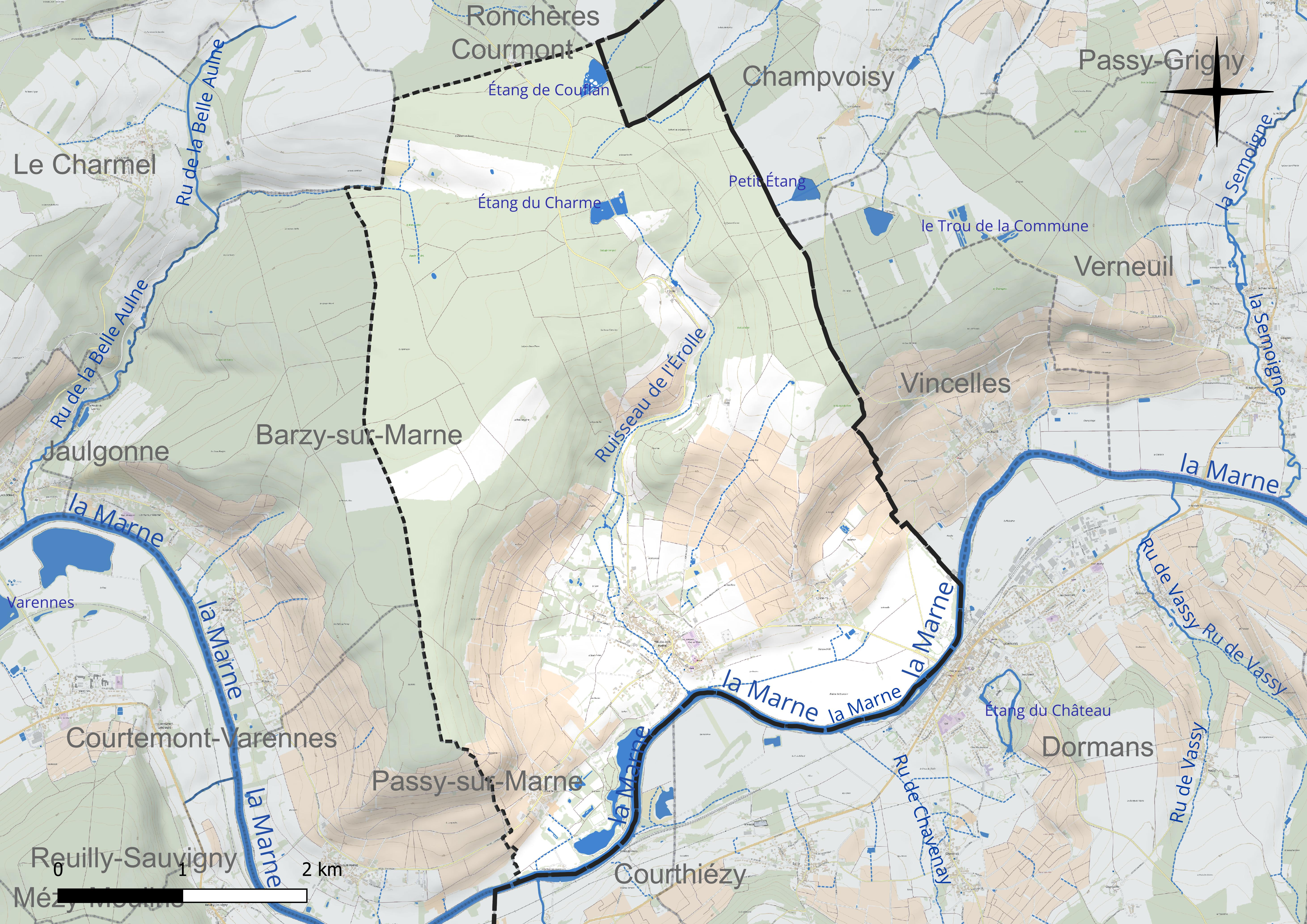
Réseau hydrographique de Trélou-sur-Marne.

Trois plans d'eau complètent le réseau hydrographique : l'étang de Couflan (3,3 ha), l'étang de Vénus (1,4 ha) et l'étang du Charme (2,5 ha),.

### Climat
Pour des articles plus généraux, voir Climat des Hauts-de-France et Climat de l'Aisne.
En 2010, le climat de la commune est de type climat océanique dégradé des plaines du Centre et du Nord, selon une étude du CNRS s'appuyant sur une série de données couvrant la période 1971-2000. En 2020, Météo-France publie une typologie des climats de la France métropolitaine dans laquelle la commune est exposée à un climat océanique altéré et est dans la région climatique Nord-est du bassin Parisien, caractérisée par un ensoleillement médiocre, une pluviométrie moyenne régulièrement répartie au cours de l'année et un hiver froid (3 °C).
Pour la période 1971-2000, la température annuelle moyenne est de 10,5 °C, avec une amplitude thermique annuelle de 15,2 °C. Le cumul annuel moyen de précipitations est de 716 mm, avec 11,8 jours de précipitations en janvier et 8,4 jours en juillet. Pour la période 1991-2020, la température moyenne annuelle observée sur la station météorologique la plus proche, située sur la commune de Blesmes à 12 km à vol d'oiseau, est de 10,6 °C et le cumul annuel moyen de précipitations est de 713,0 mm,. Pour l'avenir, les paramètres climatiques de la commune estimés pour 2050 selon différents scénarios d'émission de gaz à effet de serre sont consultables sur un site dédié publié par Météo-France en novembre 2022.

## Urbanisme

### Typologie
Au 1er janvier 2024, Trélou-sur-Marne est catégorisée commune rurale à habitat dispersé, selon la nouvelle grille communale de densité à 7 niveaux définie par l'Insee en 2022.
Elle est située hors unité urbaine et hors attraction des villes,.

### Occupation des sols

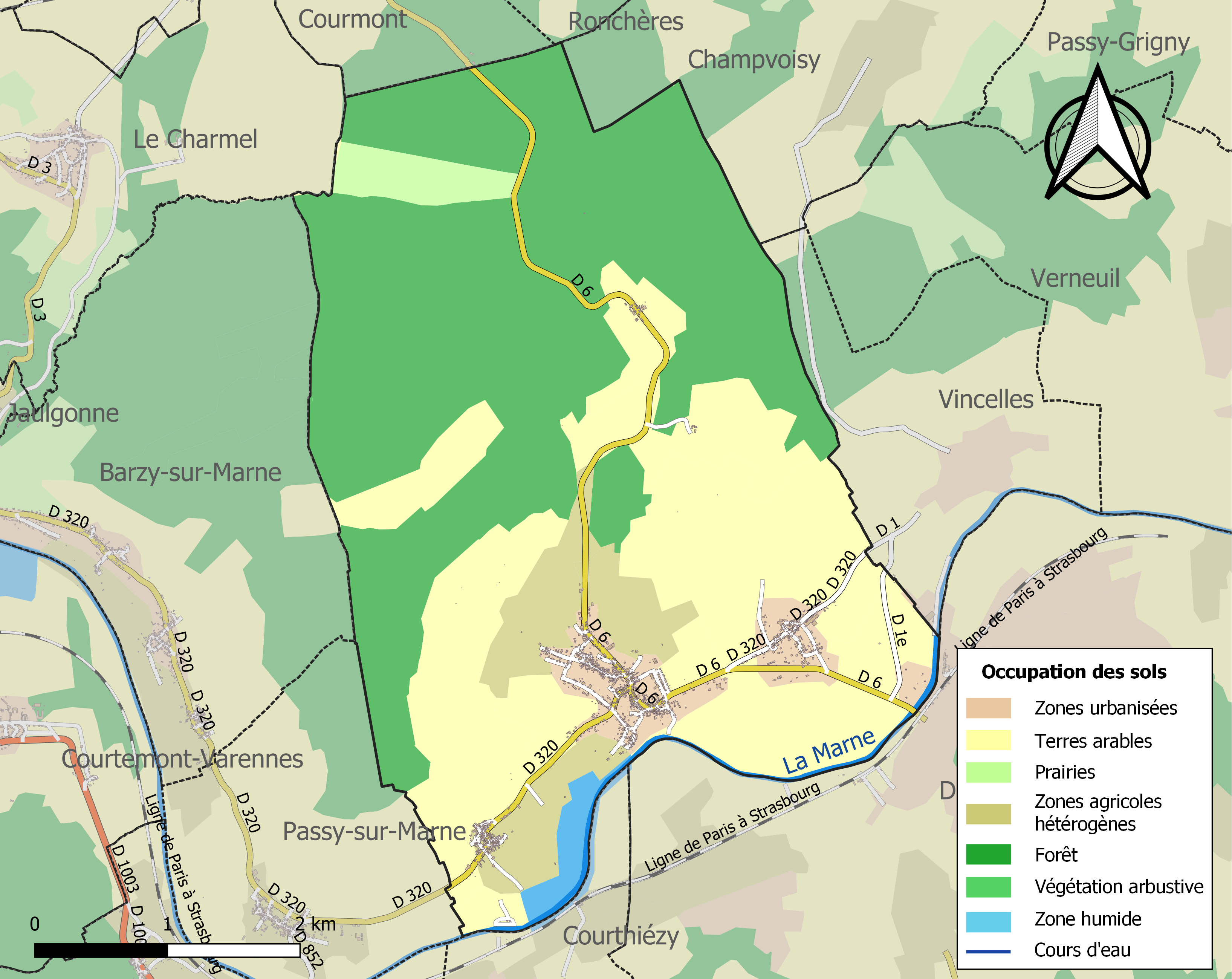
Carte de l'occupation des sols de la commune en 2018 (CLC).

L'occupation des sols de la commune, telle qu'elle ressort de la base de données européenne d'occupation biophysique des sols Corine Land Cover (CLC), est marquée par l'importance des forêts et milieux semi-naturels (47,5 % en 2018), une proportion sensiblement équivalente à celle de 1990 (48,2 %). La répartition détaillée en 2018 est la suivante : 
forêts (47,5 %), cultures permanentes (19,1 %), terres arables (17,1 %), zones agricoles hétérogènes (7,7 %), zones urbanisées (5,2 %), prairies (2,2 %), eaux continentales (1,4 %), zones industrielles ou commerciales et réseaux de communication (0,1 %).
L'évolution de l'occupation des sols de la commune et de ses infrastructures peut être observée sur les différentes représentations cartographiques du territoire : la carte de Cassini (XVIIIe siècle), la carte d'état-major (1820-1866) et les cartes ou photos aériennes de l'IGN pour la période actuelle (1950 à aujourd'hui).

### Lieux-dits, hameaux et écarts
La commune comprend plusieurs hameaux : Chassins, Courcelles, l'Erolle et la Ferme d'Avize

### Habitat et logement
En 2018, le nombre total de logements dans la commune était de 537, alors qu'il était de 528 en 2013 et de 519 en 2008.
Parmi ces logements, 77,3 % étaient des résidences principales, 8,2 % des résidences secondaires et 14,5 % des logements vacants. Ces logements étaient pour 94,9 % d'entre eux des maisons individuelles et pour 4,3 % des appartements.
Le tableau ci-dessous présente la typologie des logements à Trélou-sur-Marne en 2018 en comparaison avec celle de l'Aisne et de la France entière. Une caractéristique marquante du parc de logements est ainsi une proportion de résidences secondaires et logements occasionnels (8,2 %) supérieure à celle du département (3,5 %) mais légèrement inférieure à celle de la France entière (9,7 %). Concernant le statut d'occupation de ces logements, 81,7 % des habitants de la commune sont propriétaires de leur logement (80,2 % en 2013), contre 61,6 % pour l'Aisne et 57,5 % pour la France entière.
| Typologie                                               | Trélou-sur-Marne | Aisne | France entière |
| ------------------------------------------------------- | ---------------- | ----- | -------------- |
| Résidences principales (en %)                           | 77,3             | 86,7  | 82,1           |
| Résidences secondaires et logements occasionnels (en %) | 8,2              | 3,5   | 9,7            |
| Logements vacants (en %)                                | 14,5             | 9,8   | 8,2            |

## Toponymie
Le nom de la localité est attesté sous les formes Treslure (1110) ; Trelodium (1153) ; Nemus de Trelouc (1228) ; Trellouc-super-Maternam (1269) ; Trellouc (1269) ; Ecclesia parrochialis de Trelludio (1278) ; Treloud (1558) ; Trelou (1575) ; Treslou (1667).

D'après Maximilien Melville dans son Dictionnaire historique du département de l'Aisne, l'étymologie du nom viendrait de « tres lodïœ », les trois cabanes. Cette étymologie indiquerait que le village s'est formé autour de trois chaumières qui se situaient à son emplacement.
La commune, instituée par la Révolution française sous le nom de Tréloup, a pris son nom actuel de Trélou-sur-Marne en 1966.

La  Marne (rivière) est une rivière située à l'est du bassin parisien et longue de 514,26 km. Elle représente la plus grande rivière de France

## Histoire
Trélou-sur-Marne a été décorée le 22 octobre 1920 de la Croix de guerre 1914-1918.

## Politique et administration

### Rattachements administratifs et électoraux

#### Rattachements administratifs
La commune se trouve depuis 1942 dans l'arrondissement de Château-Thierry du département de l'Aisne.
Elle faisait partie depuis 1801 du canton de Condé-en-Brie. Dans le cadre du redécoupage cantonal de 2014 en France, cette circonscription administrative territoriale a disparu, et le canton n'est plus qu'une circonscription électorale.

#### Rattachements électoraux
Pour les élections départementales, la commune fait partie depuis 2014 du canton d'Essômes-sur-Marne.
Pour l'élection des députés, elle fait partie de la cinquième circonscription de l'Aisne depuis le dernier découpage électoral de 2010.

### Intercommunalité
Trélou-sur-Marne était membre de la communauté de communes du canton de Condé-en-Brie, un établissement public de coopération intercommunale (EPCI) à fiscalité propre créé en 1995 et auquel la commune avait transféré un certain nombre de ses compétences, dans les conditions déterminées par le code général des collectivités territoriales.
Dans le cadre des dispositions de la loi portant nouvelle organisation territoriale de la République du 7 août 2015, qui prévoit que les établissements publics de coopération intercommunale (EPCI) à fiscalité propre doivent avoir un minimum de 15 000 habitants, cette intercommunalité a fusionné avec ses voisines pour former le 1er janvier 2017 la communauté d'agglomération de la Région de Château-Thierry dont est désormais membre la commune.

### Administration municipale
| Période                                  | Période                       | Identité            | Étiquette | Qualité                                 |
| ---------------------------------------- | ----------------------------- | ------------------- | --------- | --------------------------------------- |
| Les données manquantes sont à compléter. |                               |                     |           |                                         |
| 1793                                     | 1815                          | François Desjardins |           |                                         |
| 1815                                     | 1826                          | Louis Bienassy      |           |                                         |
| 1826                                     | 1840                          | Jean Moroy          |           |                                         |
| 1840                                     | 1848                          | Jean Reignier       |           |                                         |
| 1848                                     | 1853                          | Pierre Servenay     |           |                                         |
| 1853                                     | 1864                          | Pierre Legrand      |           |                                         |
| 1864                                     | 1888                          | Jules Leclère       |           |                                         |
| 1888                                     | 1892                          | Nicolas Delionner   |           |                                         |
| 1892                                     | 1897                          | Auguste Bujot       |           |                                         |
| 1897                                     | 1900                          | Louis Husson        |           |                                         |
| 1900                                     | 1908                          | Auguste Bujot       |           |                                         |
| 1908                                     | 1913                          | César Molvost       |           | Mort en fonction                        |
| 1913                                     | 1919                          | Ernest Maireau      |           |                                         |
| 1919                                     | 1924                          | Louis Husson        |           |                                         |
| 1924                                     | 1929                          | Jules Roy           |           |                                         |
| 1929                                     | 1935                          | M. Camille Dargent  |           |                                         |
| 1935                                     | 1937                          | Jules Roy           |           |                                         |
| 1937                                     | 1969                          | Paul Lambin         |           |                                         |
| 1969                                     | 1983                          | Léon Husson         |           |                                         |
| 1983                                     | 1985                          | Georges Muller      |           |                                         |
| 1985                                     | 1989                          | Pierre Olivier      |           |                                         |
| mars 1989                                | juin 1995                     | Claude Merlet       |           | Retraité                                |
| 1995                                     | 2001                          | Daniel Touchard     |           |                                         |
| mars 2001                                | mars 2008                     | Jacques Savart      | DVD       |                                         |
| mars 2008                                | avril 2014                    | Michel Gueucier     |           |                                         |
| avril 2014                               | En cours (au 2 décembre 2020) | Daniel Girardin     | SE        | Retraité Réélu pour le mandat 2020-2026 |

## Population et société

### Démographie
L'évolution du nombre d'habitants est connue à travers les recensements de la population effectués dans la commune depuis 1793. Pour les communes de moins de 10 000 habitants, une enquête de recensement portant sur toute la population est réalisée tous les cinq ans, les populations de référence des années intermédiaires étant quant à elles estimées par interpolation ou extrapolation. Pour la commune, le premier recensement exhaustif entrant dans le cadre du nouveau dispositif a été réalisé en 2005.

En 2022, la commune comptait 948 habitants, en évolution de −0,21 % par rapport à 2016 (Aisne : −1,97 %, France hors Mayotte : +2,11 %).
| 1793  | 1800  | 1806  | 1821  | 1831  | 1836  | 1841  | 1846  | 1851  |
| ----- | ----- | ----- | ----- | ----- | ----- | ----- | ----- | ----- |
| 1 013 | 1 178 | 1 262 | 1 196 | 1 362 | 1 328 | 1 366 | 1 445 | 1 463 |

| 1856  | 1861  | 1866  | 1872  | 1876  | 1881  | 1886  | 1891  | 1896  |
| ----- | ----- | ----- | ----- | ----- | ----- | ----- | ----- | ----- |
| 1 392 | 1 494 | 1 380 | 1 328 | 1 350 | 1 360 | 1 369 | 1 430 | 1 463 |

| 1901  | 1906  | 1911  | 1921  | 1926  | 1931  | 1936 | 1946 | 1954 |
| ----- | ----- | ----- | ----- | ----- | ----- | ---- | ---- | ---- |
| 1 455 | 1 404 | 1 295 | 1 198 | 1 122 | 1 062 | 974  | 931  | 942  |

| 1962 | 1968 | 1975 | 1982 | 1990 | 1999 | 2005 | 2006 | 2010 |
| ---- | ---- | ---- | ---- | ---- | ---- | ---- | ---- | ---- |
| 947  | 944  | 871  | 875  | 854  | 892  | 935  | 938  | 985  |

| 2015 | 2020 | 2022 | - | - | - | - | - | - |
| ---- | ---- | ---- | - | - | - | - | - | - |
| 955  | 934  | 948  | - | - | - | - | - | - |

### Manifestations culturelles et festivités

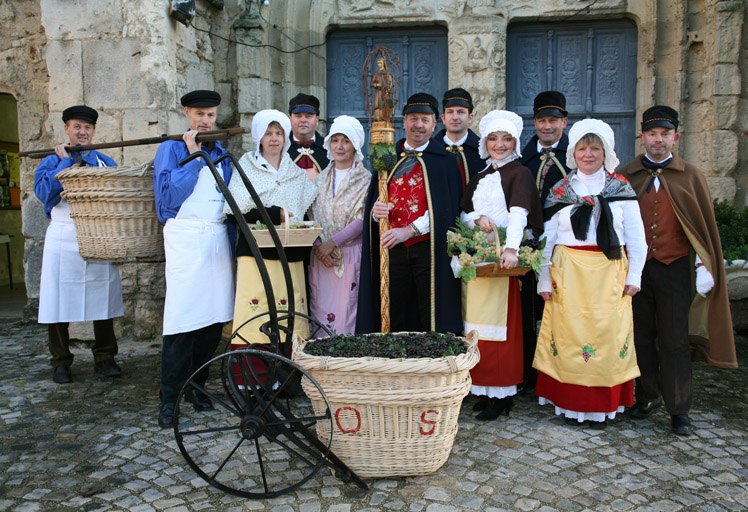
Fête de la Saint-Vincent.

Chaque année, les vignerons fêtent saint Vincent, leur saint patron.

### Culte
Pour le culte catholique, Trélou-sur-Marne dépend de la paroisse Saint-Hildegrin - Vallée de la Marne au sein du diocèse de Châlons-en-Champagne.

## Économie
La commune se trouve à la limite sud du vignoble champenois. De nombreux viticulteurs de Trélou pratiquent la vente directe de leur production.
Depuis Octobre 2014, une brasserie artisanale y a vu le jour et produit différentes bières qu'elle commercialise sous l'appellation "Les trois loups".

## Culture locale et patrimoine

### Lieux et monuments
- Trélou était le siège d'une maladrerie au XIIIe siècle. L'église Saint-Médard de Trélou a été construite au XIIe siècle, elle appartient à la première génération des édifices gothiques. Son portail occidental présente un tympan sculpté.
- La commune et ses hameaux de Courcelles et de Chassins comportent cinq lavoirs qui peuvent être visités.
- Une base nautique est installée à Courcelles et ses étangs.

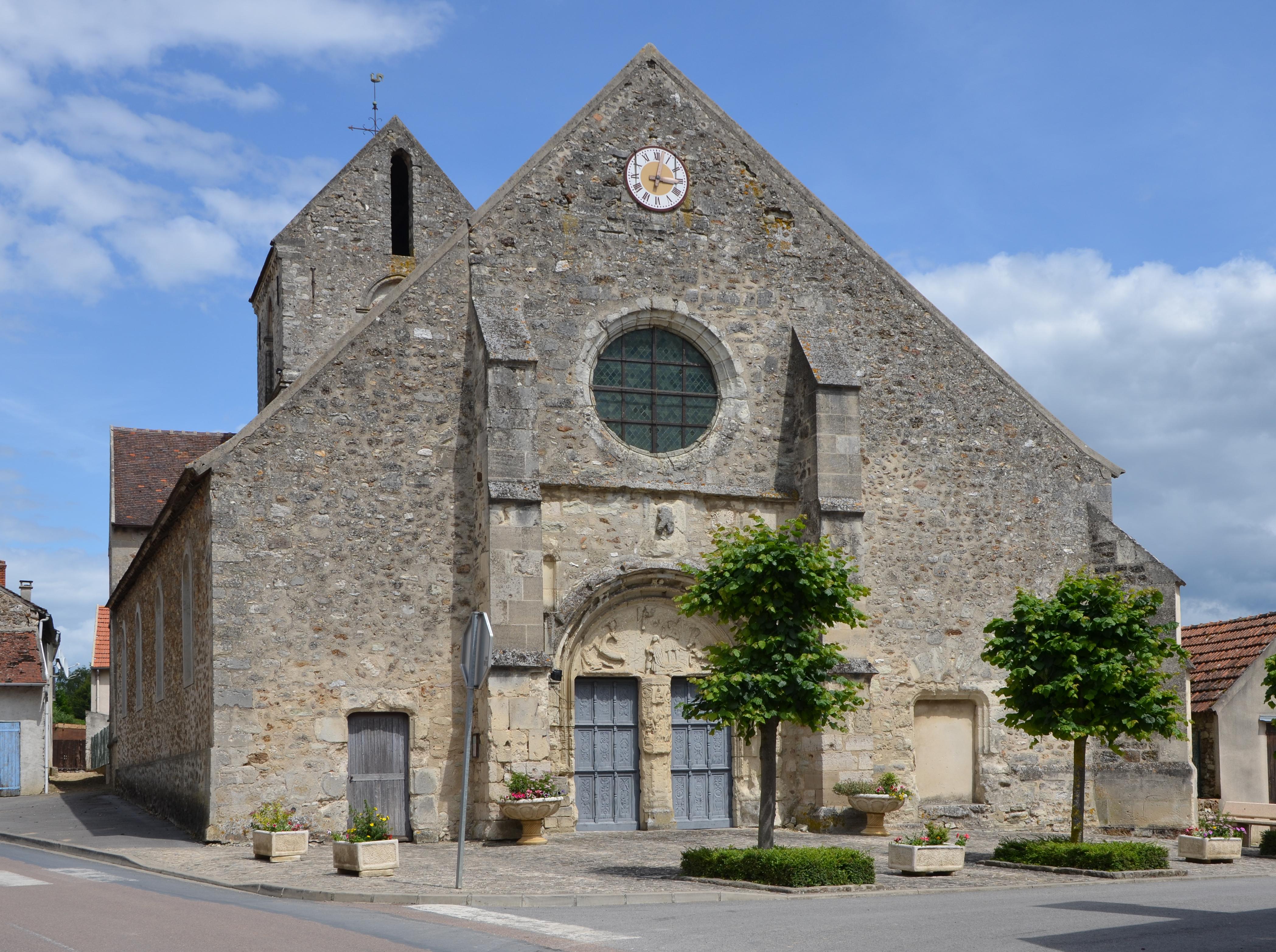
Église de Trélou-sur-Marne classée monument historique.
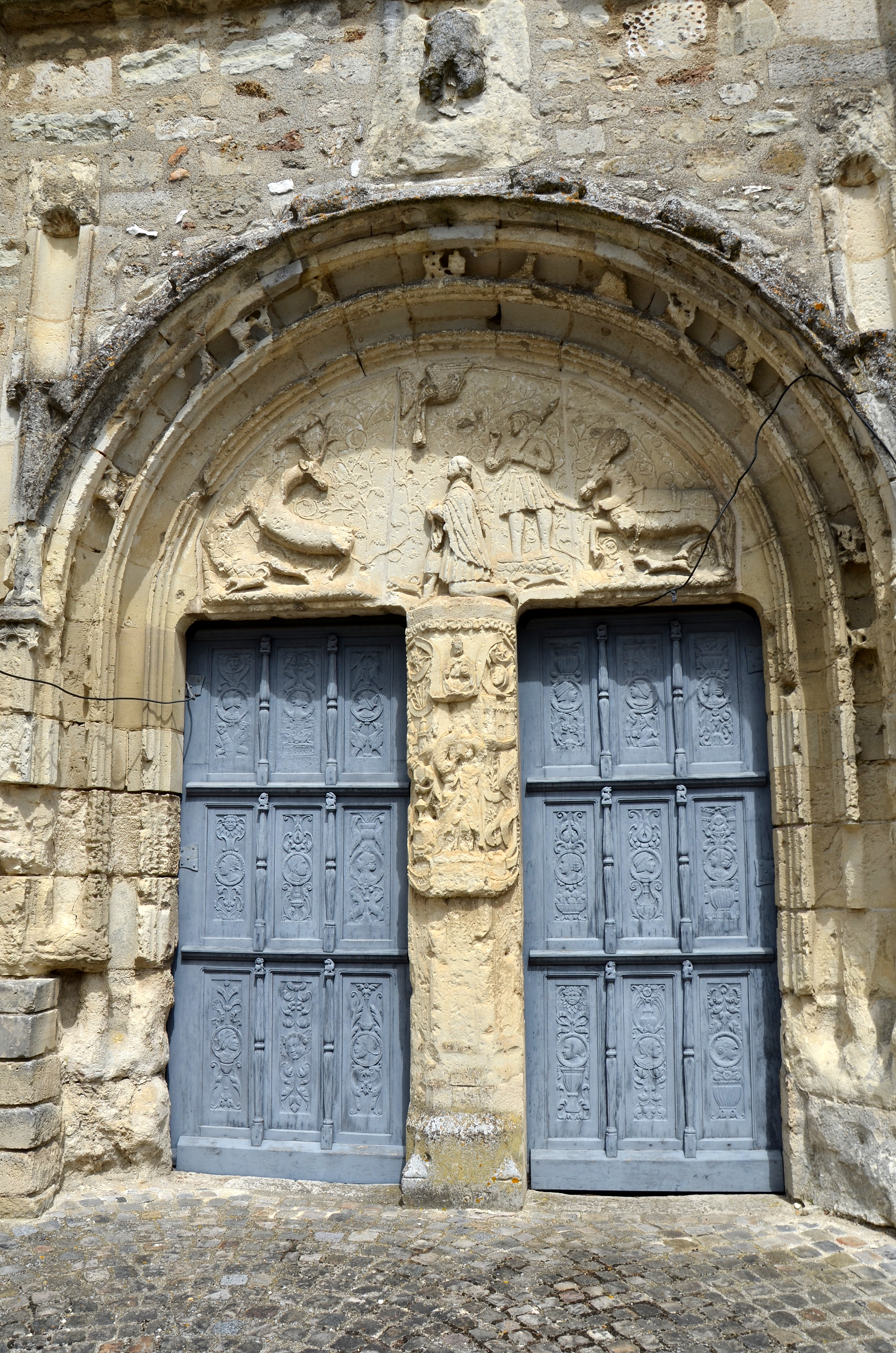
Portail de l'église de Trélou-sur-Marne.
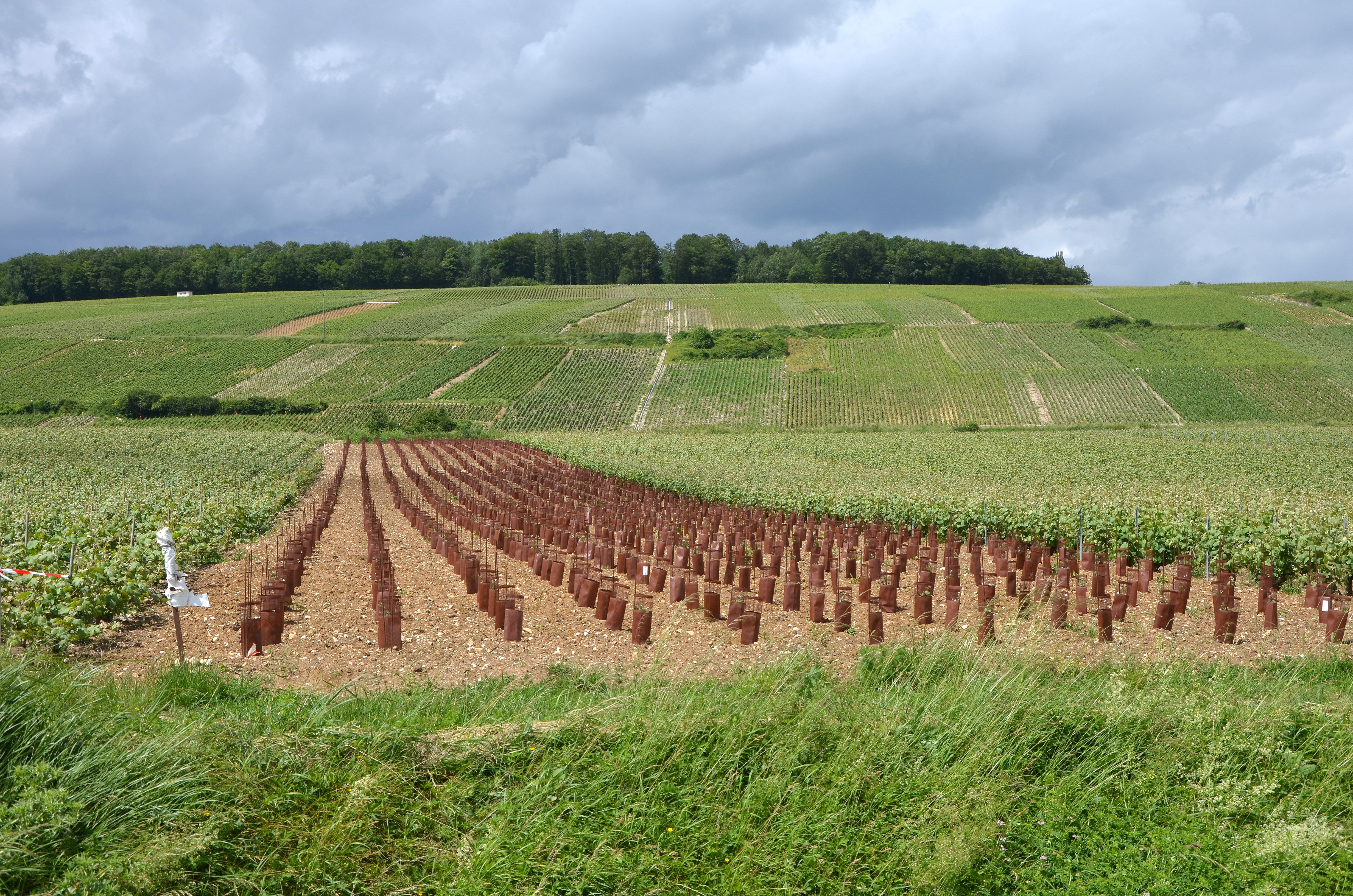
Le vignoble de Champagne vers le hameau de Courcelles.
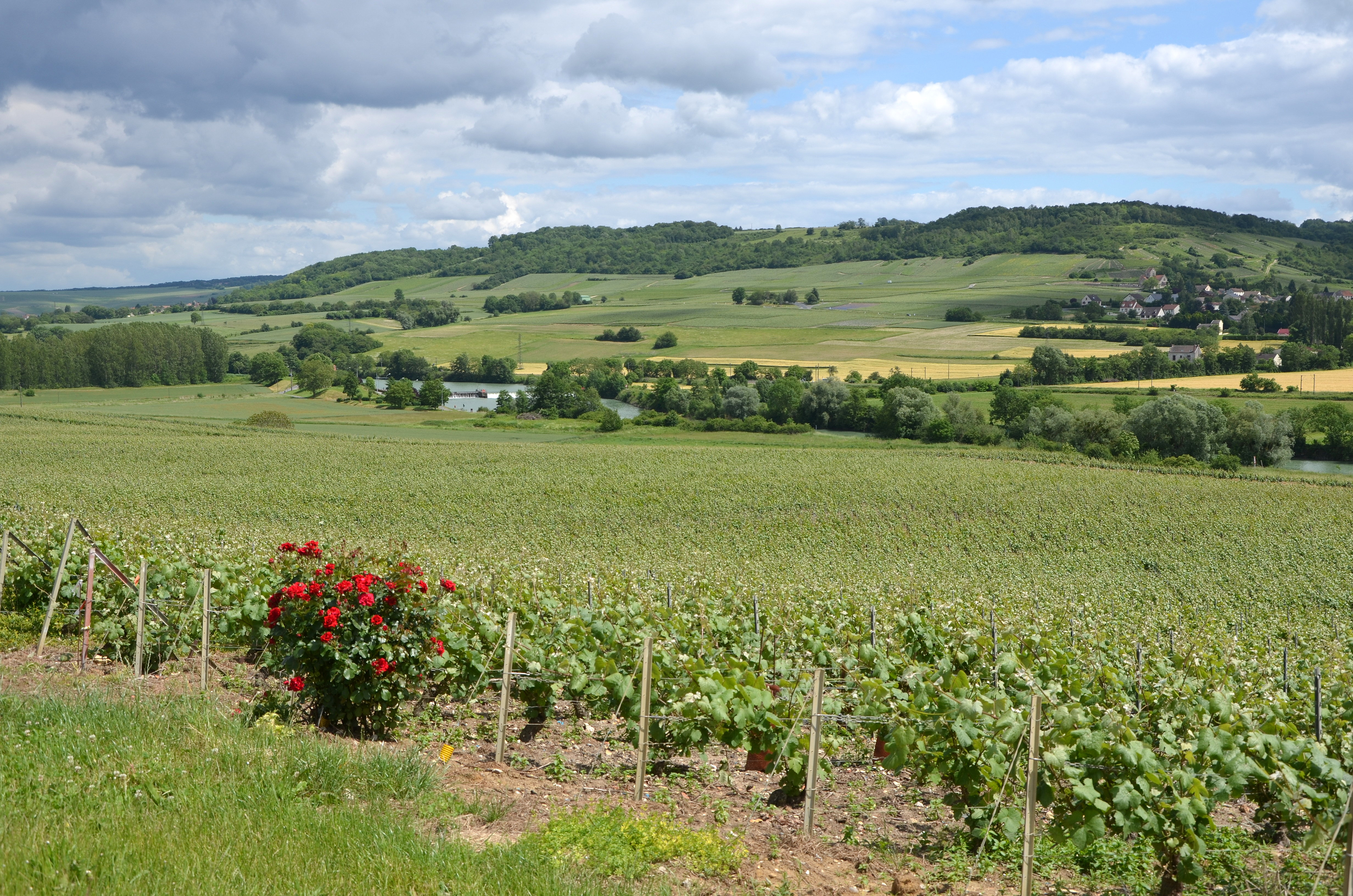
Vallée de la Marne au niveau de Courcelles.

### Héraldique
| Blason de Trélou-sur-Marne | Blason  | Écartelé : au 1er d'azur à deux fleurs de lys en chef soutenues d'un écusson ovale d'argent charge d'un lion de gueules, au 2e d'argent à la grappe de raisin de pourpre tigée et feuillée de sinople, au 3e d'azur à la bande d'argent côtoyée de deux doubles cotices potencées contre-potencées d'or, au 4e d'azur au coq d'or, becqué, barbé et crêté de gueules sur un rocher isolé d'argent. |
| Blason de Trélou-sur-Marne | Détails | Blason officiel adopté par la municipalité. |

## Pour approfondir